# Bidogno
Bidogno (in dialetto ticinese Bidögn) è una frazione di 543 abitanti del comune svizzero di Capriasca, nel Canton Ticino (distretto di Lugano).

## Geografia fisica
Bidogno è situato al confine della Val Colla.

## Storia

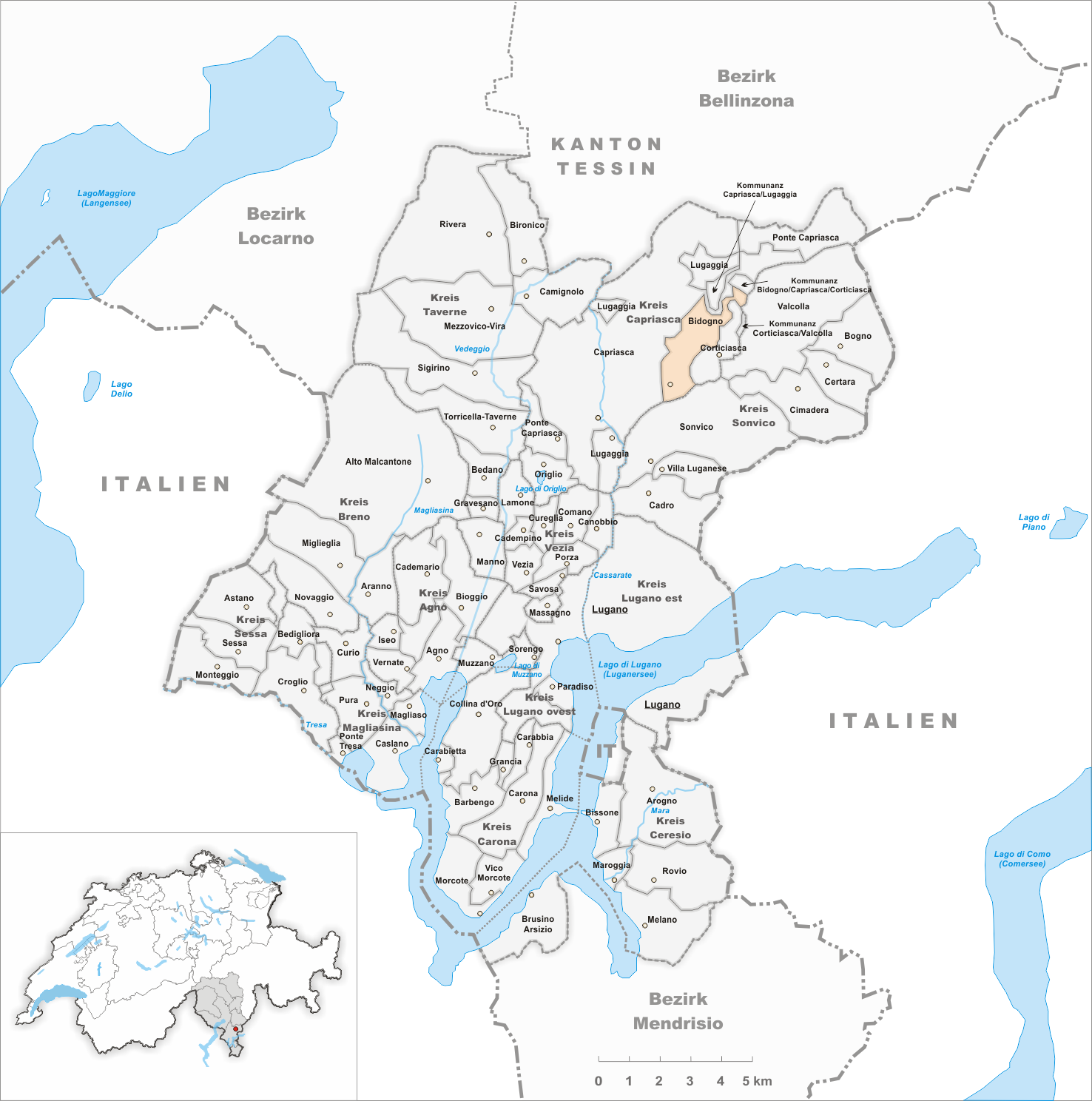
Il territorio del comune di Bidogno prima degli accorpamenti comunali del 2008

Già comune autonomo che si estendeva per 3,48 km², nel 2008 è stato accorpato al comune di Capriasca assieme agli altri comuni soppressi di Corticiasca e Lugaggia. La fusione è stata decisa con votazione popolare consultiva del 30 settembre 2007 ed è stata ratificata del Gran Consiglio ticinese il 20 aprile 2008.

## Monumenti e luoghi d'interesse

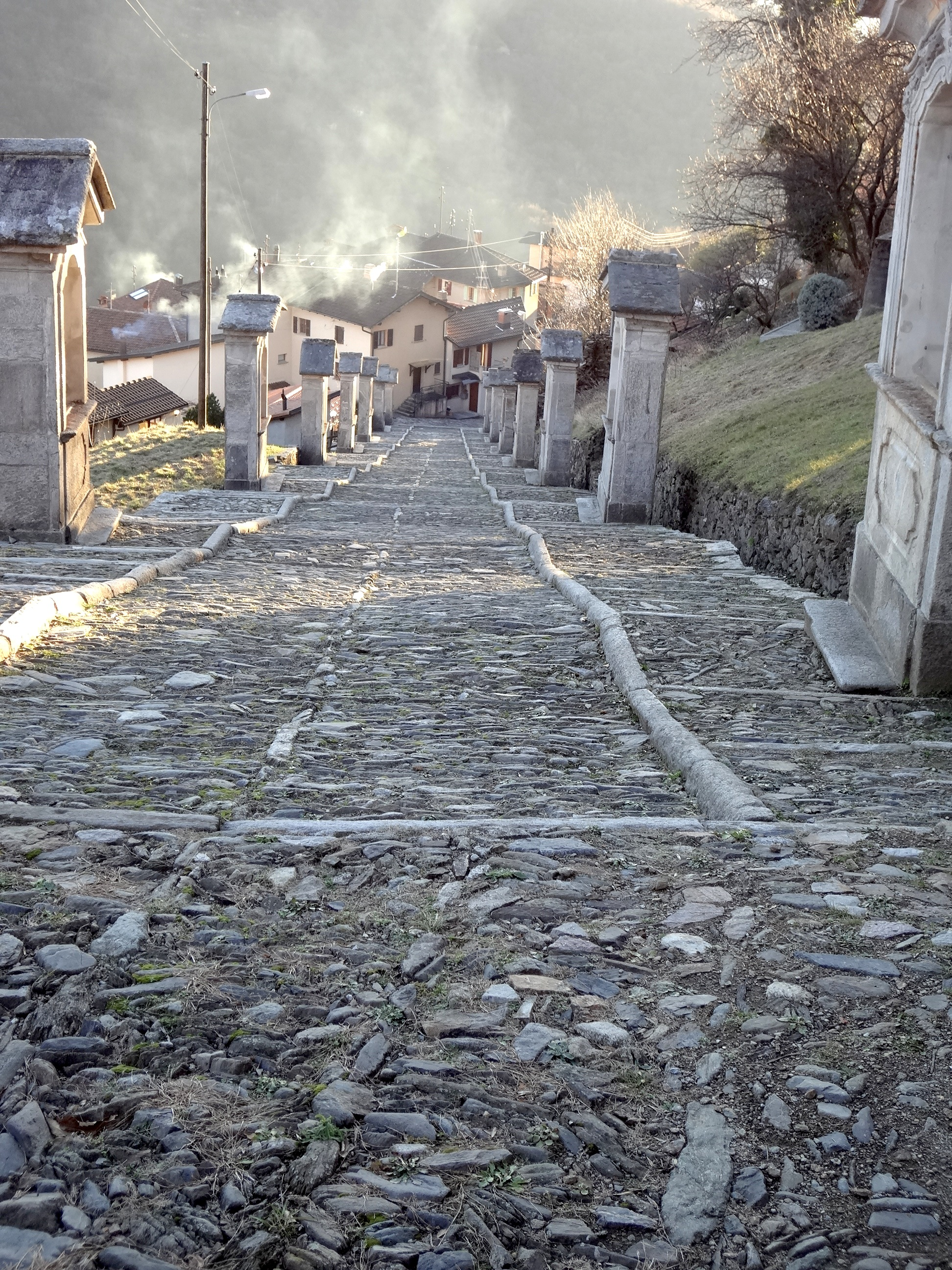
La Via Crucis dell'oratorio di Santa Maria delle Grazie

- Chiesa parrocchiale di San Barnaba, consacrata nel 1487[1];
- Oratorio di Santa Maria delle Grazie o della Maestà, eretto nel 1646, con Via Crucis[1].

## Società

### Evoluzione demografica
L'evoluzione demografica è riportata nella seguente tabella:
Abitanti censiti

## Amministrazione
Ogni famiglia originaria del luogo fa parte del cosiddetto comune patriziale e ha la responsabilità della manutenzione di ogni bene ricadente all'interno dei confini della frazione. L'ufficio patriziale, rieletto il 26 aprile 2009, è presieduto da Ruggero Canonica.